# Napredovanje v karieri
Napredovanje se lahko definira kot interakcija med ljudmi in podjetjem. Vemo, da se zaposleni vključuje v delo, komunicira, igra vloge, napreduje v ranku, „lovi“ plačo in prestiž, eventualno napušča podjetje, ali pa začasno gre na državno funkcijo. To je vizija napredovanja iz perspektive delavca . 
Besedo „napredovanje“ tudi lahko na kratko razložimo kot prehod zaposlenega z enega na drugi, praviloma višji organizacijski položaj. Možina, Florjančič  in Gabrijeličič  pravijo. „Napredovanje pomeni prehod delavca z delovnega mesta iz določene stopnje zahtevnosti na drugo zahtevnejše delovno mesto. Temeljni kriterij za napredovanje zaposlenih je zagotovo interes organizacije. Kot navaja Ferjan so ostali dejavniki: trg delovne sile, dejavniki gospodarjenja oragnizacije, lastnosti organizacijske stukture, obstoječa kadrovska struktura, mikroorganizacija, poslovna uspešnost organizacije, motivacija zaposlenih, usposobljenost zaposlenih, osebnostne lastnosti zaposlenih, konkretne delovne okoliščine, delovna uspešnost posameznika, sistem ocenjevanja delovne uspešnosti in zadovoljstvo z delom. Na napredovanje zaposlenih najbolje vpliva pridobljena formalna izobrazba in izobraževanje nasploh .
Podjetje bo naredilo vse za zadovoljstvo delavca, saj zadovoljen človek izboljšuje medosebne odnose, spodbuja motivacijo in produktivnost ter zvišuje dobiček. Ampak podjetje je malo „sebično“, ko skozi napredovanje gleda predvsem možnost večjega dobička, investicije, razširitve, in potem preko svojih upravitelja odloča o tem, katerega zaposlenega bi bilo smiselno vnaprediti - kdaj, kako in s kakšno hitrostjo. Kar se tiče skupnih ciljev, posameznik in podjetje imajo iste. To nikoli niso neka nasprotna področja, ki se nikoli ne srečajo. Torej, gre za delovanje dveh strukturnih spremenljivk. Spremenljivka 1 predstavlja posameznika, njegovo tolmačenje pa lahko gledamo kot inovacije. Spremenljivka 2 pa predstavlja podjetje, ki pa napredovanje označuje kotsocijalizacijo .
Pri inovacijah gre za to, da posameznik (poleg zadovoljevanja tendenc razvoja kariere) z napredovanjem vpliva na podjetje, tako da sodeluje v upravljanju z dionicami, postavlja cilje v posameznih fazah, spreminja načrte, razvija nove oblike prodaje ipd. Socializacija pa predstavlja stališča podjetja v spremenljivki 2, saj le-to na koncu odloča o napredovanju delavca na podlagi strategijskih ciljev, organizacije, izgradnje notranje kohezije podjetja, korporativne kulture oz. sozializacije. Spremenljivka inovacije in spremenljivka socializacije delujeta druga na drugo, ter je za pričakovati, da se znotraj te interakcije bo oblikoval sistem napredovanja. Inovacijo in socializacijo je najlažje preučevati ločeno, čeprav ju med seboj težko ločimo. Obstajajo razlike v poudarku na bodisi eno bodisi drugo spremenljivko. Če se v podjetju preveč poudarja socializacija, to pripelje do konformizma zaposlenih in verjetno do slabšega napredovanja samega podjetja, še posebej ko upravitelji niso dovolj kompetentni za opravljanje svojih nalog. Podjetje, ki poudarja inovacije ne izgublja na koheziji, čeprav pod predpostavko, da lahko reši vprašanje nagrajevanja različnih odkritij. To posledično pomeni, da bo podjetje hitreje napredovalo .
Skozi defininiranje razvoja kariere kot proces, ki poteka skozi celotno delovno dobo, in ki predstavlja različno vrsto odnosa med podjetjem in posameznikom, lahko pridemo do zaključka, da na tega posameznika vpliva podjetje v isti meri kot ta posameznik vpliva na podjetje – ta dva procesa pa potekata paralelno. Vsekakor pa „količina“ enega ali drugega vpliva variira, odvisno od posamezne etape ali podetape v razvoju kariere . Donald Super  je karierni razvoj posameznika pojmoval kot uresničevanje koncepta o sebi in preizkušanje tega koncepta v realnosti. Poklicne odločitve posameznika v času delovne dobe je obravnaval kot trajen proces poklicnega razvoja in prilagajanja.

## Vrste napredovanj
Napredovanje v karieri lahko zajema več različnih vrst uspeha in napredovanja. To so lahko: vertikalno napredovanje (na višjo pozicijo), horizontalno napredovanje (kvalitativno drugačna vrsta dela, ki bolj ustreza zaposlenemu), večje odgovornosti, večja svoboda v delu in odločanju, vključevanje v nove in pomembne projekte, povečanje plače, različne vrste edukacij, usposabljanje za različne vrste dela idr..
Vertikalno napredovanje je premeščanje delavca z manj odgovorne funkcije dela na zahtevnejše funkcije. Pri tem pa lahko naredimo veliko napako, in sicer s tem, da postavimo delavca na odgovornejše delovno mesto zgolj na osnovi njegove uspešnosti pri sedanjem delu, pri čemer pa ne upoštevamo dodatnega znanja, ki ga mora obvladati, da bi lahko opravil zahtevnejše naloge na novi poziciji. Ta vidik je zajet v horizonatalnem napredovanju. To je napredovanje na osnovi razširtive obsega znanja. Praviloma mora napredovanje potekati najprej horizontalno (tj. pridobitev znanja, sposobnosti za opravljanje dela na višji stopnji zahtevnosti) in šele nato vertikalno napredovanje (tj. premestitev na odgovornejšo funkcijo). S takšnim načinom napredovanja dosežmo, da so delavci bolj navezani na organizacijo, kar se odraža z zmanjšanjem števila fluktuirajočih .

## Skupina podatkov o mobilnosti kadrov
Pojem mobilnosti lahko razumemo kot menjavo delovega mesta, prav tako kot vsoto vseh pozicijskih sprememb ljudi v obdobju delovne aktivnosti. Pojavne oblike mobilnosti so  :
• Sprememba bivanja, ki jo pojmujemo tudi kot spremembo delovnega mesta. Tu mislimo predvsem na spremembo organizacije in ne toliko na spremembo funkcije, ki jo delavc opravlja.
• Sprememba dejavnosti, to je sprememba funkcije v istem poklicu. Gre za pojav napredovanja oziroma nazadovanja v prejšnji ali pa v novi organizaciji.
• Pri spremembi poklica pa upoštevamo izobraževalni vidik. S pomočjo izobraževalne dejavnosti delavec pridobi novi poklic. Možno pa je tudi napredovanje v drugi poklic.
Mobilnost lahko opredelimo tudi kot: vertikalno mobilnost, to je mobilnost glede na napredovanje, nazadovanje (večja ali nižja plača, status ipd.); horizonotalno mobilnost, kar pomeni premestitev iz enega delovnega mesta na drugo enakovredno delovno mesto; mobilnost v organizacijski enoti; mobilnost med organizacijskimi enotami, nacionalno mobilnost in internacionalno mobilnost.

## Načrtovanje napredovanja
Glavni namen načrtovanja napredovanja je zadovoljitev kadrovskih potreb po vodilnih, vodstvenih in strokovnih delavcih iz notranjih kadrovskih virov. Načrt napredovanja je sestavni del načrta razvoja kadrov. Uresničimo ga tako, tako da njegove elemente vključimo v sestavine individualnih načrtov razvoja posameznih delavcev . Glavna naloga načrtovanja ali nadomeščenja (npr. zaradi upokojitev, porodniških dopustov ipd.) je, da se za vse ključne delovne naloge v delovni organizaciji vnaprej predvide potencialne kadrovske zamenjave ali nadomestitve.
Individualno načrtovanje napredovanja vključuje poleg vertikalnih tudi horizontalne poti in upošteva tudi podatke iz kadrovsko-razvojne datoteke. Z vidika razvoja kadrov je pomembno, da so kriteriji in možnosti napredovanja vnaprej znani in javni. To pri zaposlenih vzpodbuja potrebo in pripravljenost za njihov razvoj ter jih motivira. Prednost tega načina je, da so možnosti napredovanja širše in bolj odprte, individualni razvoj pa je bolj prilagojen razvojnemu potencialu posameznih delavcev. Najbolj uporabljen način načrtovanja napredovanja temelji na modelu tako imenovanih standardiziranih poti napredovanja. V svojem bistvu predstavljajo ponudbo vseh možnih načinov, poti in kriterijev za napredovanje za vse zaposlene v delovni organizaciji .

## Psihološka struktura posameznika
Posameznik, ki je zaposlen v podjetju, funkcionira na dve ravni. Ena raven je osnovna struktura njegove osebnosti, druga pa je zgrajeni izgled, ki ga posameznik razvija s ciljem integracije v socialno in delovno okolje: (a) osnovna struktura osebnosti zajema značilnosti kot so temperament, intelektualni potencial, način izražanja čustev, obrambni mehanizmi; (b) zgrajeni izgled predstavlja način, kako se posameznik predstavlja drugim osebam (naučeno obnašanje, igre vlog v skupini, nadzor nad čustvi ipd.). Možno je, da je vloga posameznika do določene mere vnaprej določena ali definirana s socialno situacijo znotraj podjetja . Prilagodljivost posameznika pa je vsekakor odvisna od njegove socialne in kulturne dediščine ter od stopnje njegovega izobraževanja. Vseeno pa, kljub takšnimi potencialnimi omejitvami, še vedno ostaja veliko prostora, da zaposleni izbere, kako se bo pokazal v določeni situaciji, ter koliko visok status in kakšne socialne vrednote si bo prizadeval doseči .
Zaposleni se v delovnem okolju srečuje s potrebo, da igra različne vloge, ter zaradi tega gradi svoj izgled. Le-ta pa se lahko spremeni glede na potrebe. Razvijajo se tudi nova stališča in vrednote, nove sposobnosti, dojemanje samega sebe, novi načini obnašanja. Kljub temu pa še vedno lahko pri posamezniku najdemo določena centralna nagnjenja, pričakovanja, obnašanja, ki so stabilna in ki jih se posameznik noče popolnoma znebiti, z namenom zadovoljevanja pričakovanega in želenega vedenja. Katz  pravi, da nekatera prepričanja, stališča in vrednote lahko preidejo v zgrajeni izgled. Če želimo razumeti odnos med posameznikom in podjetjem v procesu napredovanja, kot tudi v profesionalnem razvoju, ne smemo preučevati le osnovne strukture osebnosti, ampak tudi zgrajeni izgled, saj je zaposleni v podjetju v manjši ali večji meri integracija različnih socialnih („konstruiranih“) značilnosti, ki se organizirajo in nadgrajujejo na osnovne osebnostne značilnosti.

## Struktura razvoja kariere
Razvoj kariere (zdaj v kontekstu napredovanja) lahko razumemo na več načinov. Človek ne gre v zaposlitev z namenom, da bi ostal na istem delovnem mestu, ampak išče perspektive v odnosu do napredovanja, osebnega uspeha, narave dela ipd. Upravitelji, ki predstavljajo stališče podjetja, vidijo perspektivo v splošnem razvoju človeških potencialov, v premeščanju pravih ljudi na ustrezna delovna mesta, v optimalnem premikanju skozi oddelke in ravni, v produktivnosti itd. Tretja perspektiva je tista, ki se nanaša na zunanjega opazovalca, ki je lahko presenečen zaradi podobnosti med procesom napredovanja v podjetju in ostalih začasnih procesov, ki se dogajajo v družbi, kot je socializacija izobraževanja, adaptacija ljudi, ki prihajajo iz ruralnega območja v mesto, formiranje skupin. Ta isti nevtralni opazovalec bo opisal strukturo in proces razvoja kariere kot serijo etap povezanih s statusom in položajem, ki vključujejo določene psihološke in organizacijske procese .

## Politika napredovanja v podjetju – promocija
Strokovna izbira kandidata za napredovanje bi morala potekati enako kot izbira za razporeditev novih ljudi. Predpostavlja se predhodna informiranost, profesionalna orientacija, delno testiranje sposobnosti, zdravstvenih dispozicij ipd. Razen omenjenega se, pri preučevanju kandidatov v svrhu promocije, upošteva tudi delovna doba, ocene performanc in ocene o verjetnosti njegovega uspeha v nadaljnjem izobraževanju ali pri bolj kompleksnih delovnih nalogah. Končno odločitev pa oblikujejo upravitelji in direktor podjetja .
• Delovno dobo se upošteva pri promociji, čeprav obstajao različna mnenja, kot tudi različno vrednotenje tega elementa. Včasih upravitelji želijo, da se delovna doba manj točkuje (v korist rezultatov dela), ampak zaposleni bi verjetno v večji meri podprli idejo, da se poda določena „teža“ prav temu elementu pri ocenjevanju možnosti napredovanja. Delovna doba ima veliko vlogo pri situacijah, ko delavec čaka v vrsti za službo, ali pa pri odpuščanju zaradi tehnoloških presežkov. Delovna doba v določenem podjetju se ocenjuje kot lojalnost, ter se lahko natančno izmeri. Ta informacija je veljavna le v primerih, če se v celotno delovno dobo vključijo tudi periodi, ko je delavec delal v drugem podjetju. Proti ocenjevanju delovne dobe v namen promocije govori dejstvo, da se lahko novo delovno mesto precej razlikuje od starega, ter da delovna doba ne odraža motivacijo in sposobnost.
• Uspešnost človeka v opravljanju dela se bo vedno upoštevala pri napredovanju ali pri transferu na drugo delovno mesto.
• Ocena potenciala za napredovanje pri posameznih kandidatih (če se strokovno dela) lahko predstavlja bolj zanesljiv podatek, v primerjavi z delovno dobo in uspešnostjo na predhodnem delovnem mestu. Ocenjevanje lahko ima vgrajene napake, ampak se vseeno mora delati sistematično, z več ocenjevalcev v različnih obdobjih, ne samo takrat, ko kandidat pride v kombinacijo za napredovanje .

## Konkreten primer napredovanja v karieri
Napredovanje delavcev delimo na redna napredovanja, razvojna, izjemna napredovanja in nazadovanja. Načrt kadrov in stroškov tekočega dela obsega načrt rednih, razvojnih in izjemnih napredovanj, ki se izvedejo najkasneje do konca leta. Letni obseg napredovanj je sestavni del načrta kadrov. Sredstva za napredovanje so zagotovljena znotraj stroškov dela v tekočem letu .

### Redno napredovanje
Delavec dodatno napreduje zaradi pridobljenih strokovnih funkcionalnih znanj, ter če ima sklenjeno pogodbo o zaposlitvi na delovnem mestu. Namreč, v opisu mesta so opredeljena strokovno funkcionalna znanja, za katera naj bi delavec pridobil zahtevani certifikat. Prav tako je potrebno, da je iz opisa opravil razvidno predvidevano izvajanje, ki dokazuje obstoj strokovno funkcionalnih znanj, kot tudi, da je v obdobju od najmanj enega leta po pridobitvi certifikata delavec izvedel načrtovane obsege opravil, ki jih pokriva certifikat. Načrt rednih napredovanj oblikuje kadrovska služba na podlagi evidenc in dokumentov o izpolnjevanju kriterijev. Predlog razvojnega napredovanja utemelji izvršni direktor področja poslovanja v predlogu letnega načrta kadrov in ga posreduje kadrovski službi. Redno napredovanje je napredovalni premik delavca, ki ima sklenjeno pogodbo o zaposlitvi na delovnem mestu prve stopnje zahtevnosti v tarifnem razredu, za najmanj dve stopnji napredovanja po dveh letih od začetka dela na tem delovnem mestu, če je v tem obdobju dosegel oceno delovne uspešnosti najmanj pričakovano uspešen (PR). Redno napredovanje poteka avtomatično .

### Razvojno napredovanje
Razvojno napredovanje je horizontalno napredovanje v okviru delovnega mesta, ali napredovanje na drugo delovno mesto. Ta vrsta napredovanja ni avtomatična. Pogoji napredovanja so odvisni od izpolnjevanja kriterijev ter strateško-načrtovalnih usmeritev. Obseg razvojnih napredovanj je odvisen od finančnih zmožnosti organizacije ter njenih poslovnih strateških načrtov in ciljev .

### Horizontalno napredovanje
Na delovnem mestu lahko delavec horizontalno napreduje na višje stopnje napredovanja. Delavec mora v obdobju enega do štirih let od zadnjega napredovanja stalno dosegati oceno delovne uspešnosti (najmanj PR) ter biti pozitivno ocenjen po kriterijih obogatitvenega delokroga, po znanju, veščinah in sposobnostih na delovnem mestu, v okviru katerega napreduje .

### Napredovovanje na drugo delovno mesto
Med trajanjem delovnega razmerja lahko delavec napreduje oziroma sklepa novo pogodbo o zaposlitvi za opravljanje dela na drugih zahtevnejših delovnih mestih, v skladu s potrebami delovnega procesa, če za to izpolnjuje zahtevane pogoje znotraj akta o sistematizaciji delovnih mest. Dodaten pogoj je, da je delavec, v obdobju enega do štirih let pred napredovanjem, dosegel oceno delovne uspešnosti (najmanj PR) ter bil pozitivno ocenjen po kriterijih obogatitvenega delokroga, po znanju, veščinah in sposobnostih potrebnih za delovno mesto, na katero napreduje. Pri napredovanju na drugo delovno mesto se lahko delavcu, poleg osnovne plače delovnega mesta, za katerega sklene novo pogodbo  o zaposlitvi, določi še ustrezna stopnja napredovanja ob smiselni uporabi kriterijev .

### Izjemno napredovanje
Zaradi posebnih okoliščin na trgu delovne sile lahko posamezni delavci izjemoma stalno ali začasno napredujejo do petnajest napredovalnih stopenj na podlagi sklepa uprave .

### Nazadovanje
Delavcu, ki je pri letnem ocenjevanju delovne uspešnosti ocenjen z letno oceno neuspešen (NE) se količnik napredovanja zniža. Postopek nazadovanja je določen v posebnem splošnem aktu .

## Predpostavke o spodbujevalnem okolju za napredovanje
Znotraj okvirjev dokazanega kontinuiteta razvoja kariere, ki v podjetju označujemo kot napredovanje, lahko sestavimo več modelov medsebojnega delovanja podjetja, posameznika in kariere. Opisani model ima praktični namen identifikacije gibanja posameznika skozi podjetje, lahko pa služi tudi kot osnova za formiranje naše dokaj specifične socio-psihološke teorije .
•Hipoteza 1. Socializacija, na katero vpliva podjetje, v glavnem poteka v zvezi s prehodom skozi hierarhijske meje in približevanjem centru. Ukrepi povezani z izobraževanjem in usposabljanjem so zelo poudarjeni med prehodom skozi funkcionalne meje. V obeh primerih je napor za socializacijo ali izobraževanje maksimalen prav zaradi prehoda mej, ampak se le-ta nadaljuje še po prehodu. Ena od predpostavk, na kateri temelji ta hipoteza je (a), da je podjetje najbolj zainteresirano za pravilne vrednote in stališča zaposlenega v trenutku, ko mu dopušča prevzemanje neke pomembne naloge (pristop do centralnih položajev). Druga predpostavka je, da je posameznik najbolj občutljiv na pritisk socializacije takoj pred in nekaj časa po prehodu mej.
•Hipoteza 2. Inovacija, ali pa vpliv posameznika na podjetje, se dogaja v sredini določene etape v profesionalnem razvoju, na distanci do prehoda mej. Zaposleni se mora nahajati dovolj daleč od meje prehoda, da lahko nauči zahteve novega delovnega mesta, ki si ga želi zavzeti, vendar prav tako mora doseči tudi nekakšno centralnost znotraj subkulture nove skupine, v katero je prišel. Prav tako mora obstajati tudi neka oddaljenost do naslednje meje, saj bi ga intenzivno razmišljanje o tem lahko preprečilo, da je efikasen na sedanjem delovnem mestu – to pa je spet predpostavka za nadaljnje napredovanje.
•Hipoteza 3. V povprečju bo proces socializacije prevladoval v prvih etapah razvoja v delu, inovacije (vpliv zaposlenega na podjetje) pa bojo bolj močne v drugem delu kariere. Dejansko inovativno obnašanje (kreativnost) je možno le takrat, ko je posameznik relativno varen na svoji poziciji, ko je sprejet, ter ko ima določeno pozicijo blizu centra.
•Hipoteza 4. Socializacija (vpliv podjetja) najbolj zajema posameznike, ki še niso izgradili lastni socialni profil (zgrajeni izgled), inovacija pa je močnejša pri tistih, ki so ga že zgradili. Vsekakor pa je glavni pogoj, da konstitucija podjetja sploh omogoča kreativnost. Če socializacija „pritiska“ na socialno stabilnost delavca, le-ta bo napustil podjetje, takoj ko najde neko drugo službo. Podobno, ko se izjemno inovativni in kreativni posameznik sooči z normami neaktivne organizacije, bo le-ta tudi premišljeval o napuščanju organizacije.
•Hipoteza 5. Spremembe pri delavcu, ki ima zgrajen socialni profil, in ki je pod pritiskom socializacije, se dogajajo, ampak le zato, ker se varno delovno mesto v naši situaciji velike nezaposlenosti lahko ne napušča. Žal, to v veliko primerov pripelje do visoke stopnje nezadovoljstva in nemotiviranosti, kar posledično prinese nižjo produktivnost. Zaradi tega ne moremo pričakovati obstoj inovacije in kreativnosti v takšnem kontekstu .
Literatura

1. 1 2 3 4 5 6 7 8  Marušić, S. (2006). Upravljanje i razvoj ljudskih potencijala. Zagreb: Ekonomski institut.
2. 1 2 3 4 5 6 7 8 9 10 11  Šavs, P. (2007). Možnosti za napredovanje in dodatno strokovno izobraževanje. Diplomsko delo, Maribor: Univerza v Mariboru, Fakulteta za organizacijske vede.
3. ↑  Ferjan, M. (2003). Vplivni dejavniki napredovanj zaposlenih v Sloveniji. Organizacija, 36(7), 469-476.
4. 1 2 3 4  Havelka, N. (1980). Psihološke osnove grupnog rada. Beograd: Naučna knjiga.
5. ↑  Super, D. (1971). The Career Decision Tree. New York: Teachers College Columbia University.
6. ↑  Zvonarević, M.(1978). Socijalna Psihologija. Zagreb: Školska knjiga.
7. ↑  Kolb, D., Rubin, I., Mclntyre, J. (1986). Organization Psychology. Englewood Cliffs, N.J: Prentice Hall.